# Traité mathématique en neuf sections
Ne pas confondre avec Les Neuf Chapitres sur l'art mathématique.
Le Traité mathématique en neuf sections ou Traité mathématique en neuf chapitres (chinois simplifié : 数书九章 ; chinois traditionnel : 數書九章 ; pinyin : Shùshū Jiǔzhāng ; Wade : Shushu Chiuchang) est un texte mathématique écrit par le mathématicien chinois de la Dynastie Song Qin Jiushao en 1247, inspiré de l'ouvrage Les Neuf Chapitres sur l'art mathématique.

## Contenu
Ce livre contient neuf chapitres :

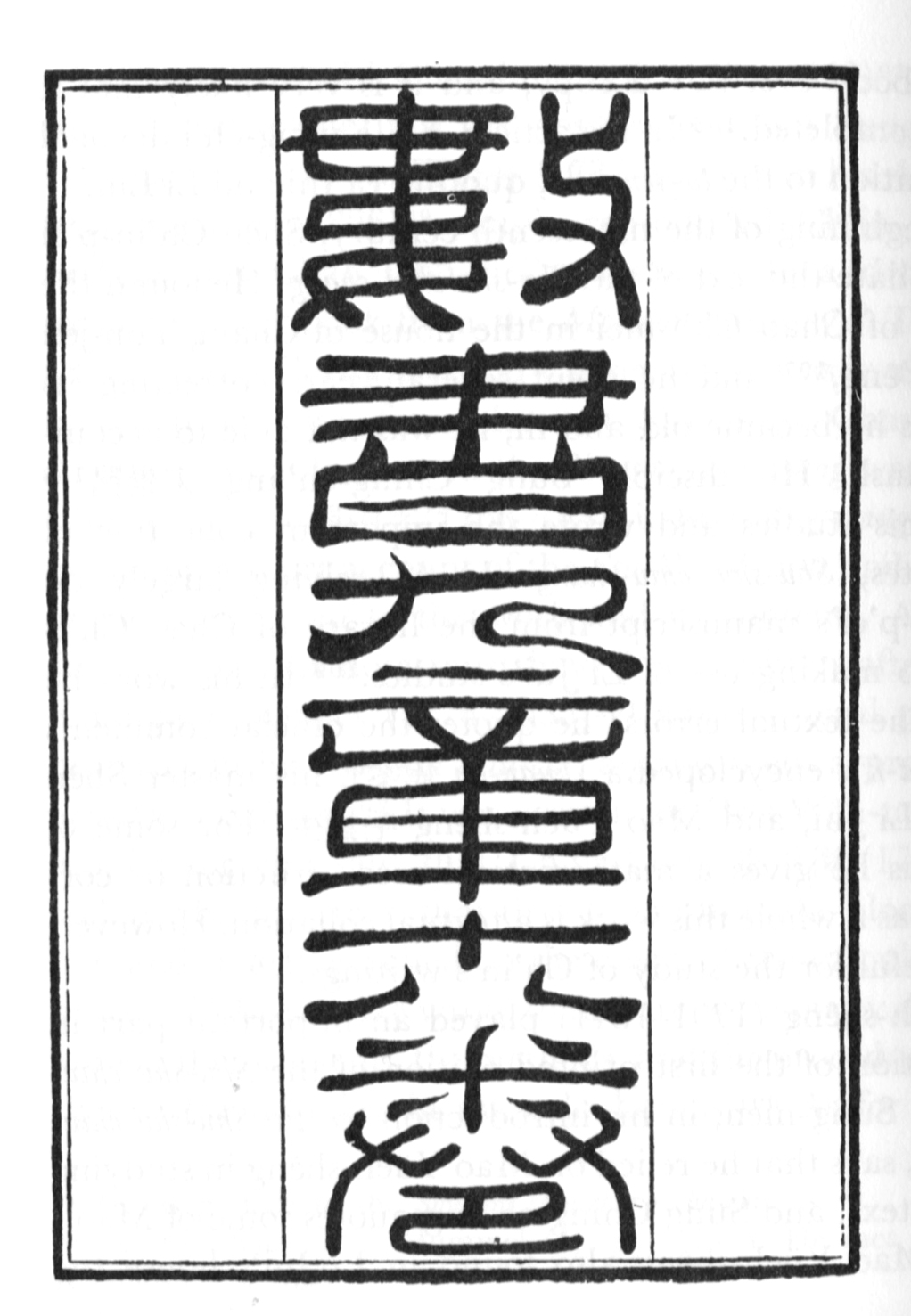
bloc de bois imprimé de 1842 Shu Shu Jiu Zhang.

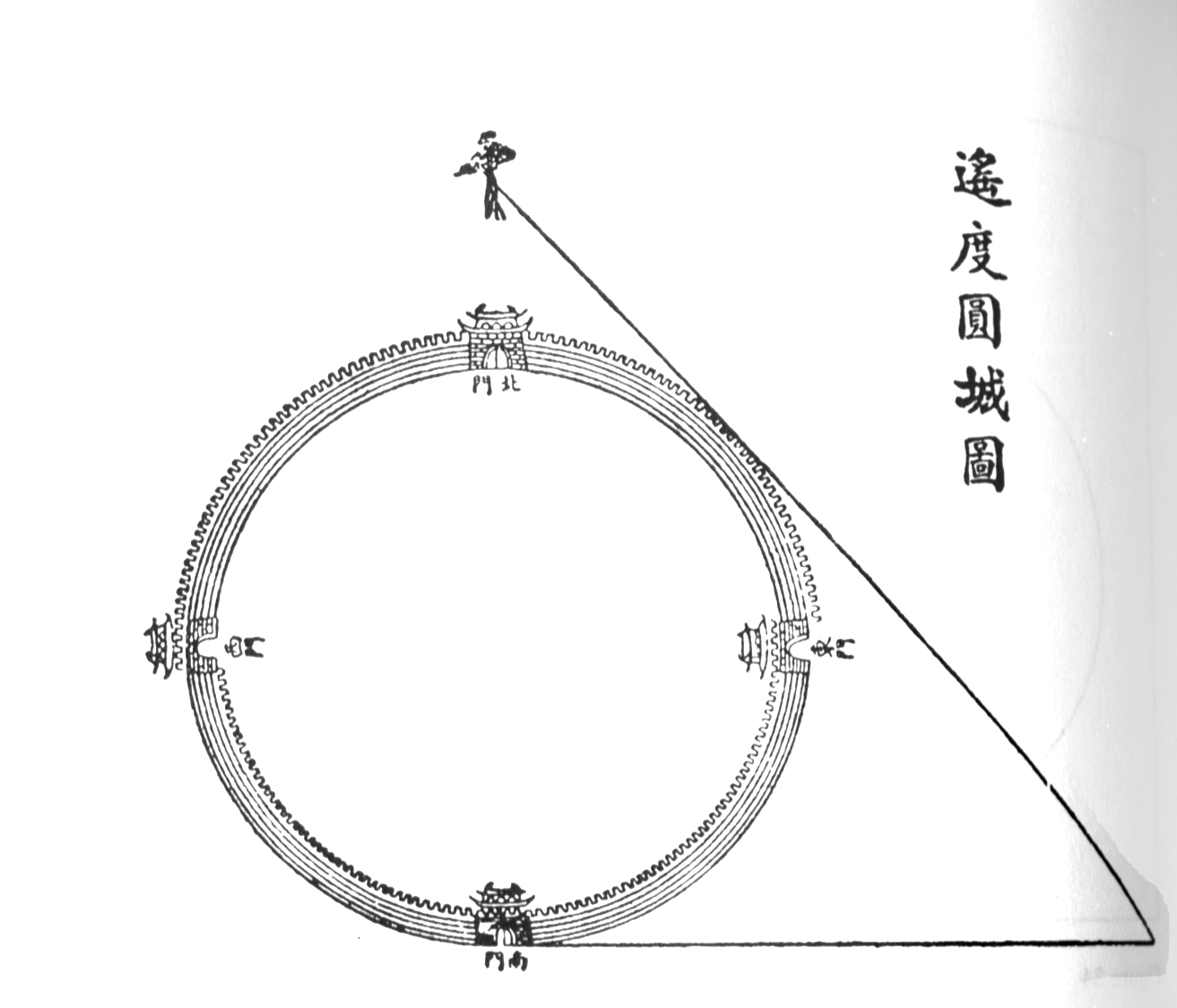
L'arpentage d'une ville ronde de loin.Shu Shu Jiu Zhang.

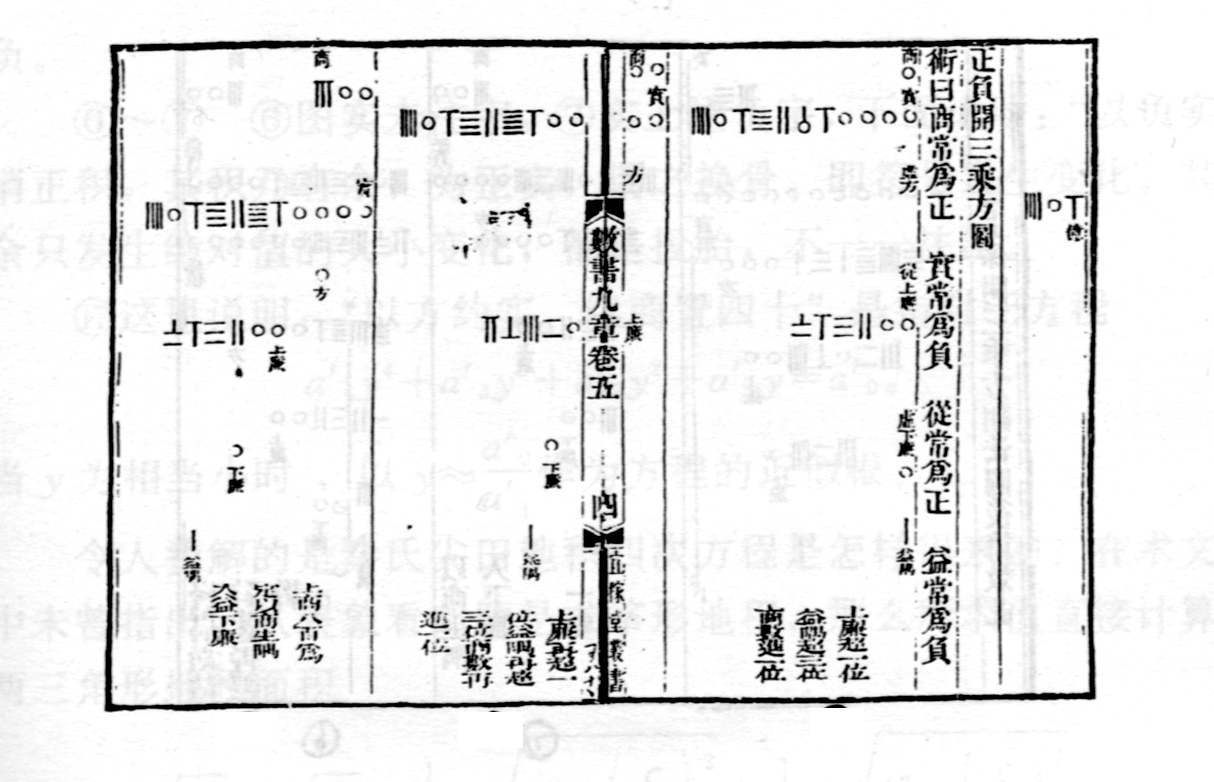
Qin Jiushao a résolu une équation du troisième ordre avec le calcul en tiges.

1. Les problèmes de type Da Yan (équations indéterminées (en));
2. Les phénomènes de ciel
3. Les problèmes de surface de terre et de champs
4. Les problèmes d'arpentage
5. Les problèmes d'imposition
6. Les problèmes de stockage de céréales
7. Les problèmes de construction de bâtiments
8. Les questions militaires
9. Les problèmes de prix et d'intérêt.

Chaque chapitre contient neuf problèmes, ce qui donne un total de 81 problèmes.
Outre le fait de décrire le théorème des restes chinois (dont la première écriture est attribuée à Sun Zi) pour la première fois et d'en fournir une preuve constructive, le texte étudie les équations indéterminées (en) ; la « méthode Lin Long » pour la solution numérique des équations polynomiales, 570 ans avant la méthode de Horner ; les aires de formes géométriques et les systèmes d'équations linéaires. Il donne même une méthode pour résoudre un système de congruences linéaires dans le cas où les moduli ne sont pas premiers entre eux deux à deux, ce qu'Euler ne fera pas, ce qui en fait le point culminant de l'analyse diophantienne chinoise.
Comme beaucoup de travaux mathématiques chinois traditionnels, le texte reflète un souci confucéen de l'administrateur avec des problèmes mathématiques plus pratiques, tels que les calendriers, la mensural, et les problèmes de fiscalité.
Le texte existe sous la forme d'un manuscrit en 1247, il a été incorporé dans l'Encyclopédie de Yongle en 1421 ; en 1787, le livre est recueilli dans le Siku Quanshu, et en 1842, il apparaît dans l'édition imprimée avec des gravures sur bois. Le missionnaire britannique protestant chrétien du XIXe siècle Alexander Wylie (en), dans son article Jottings on the Sciences of Chinese Mathematics (Notes de voyage sur les sciences des mathématiques chinoises), publié dans le North China Herald en 1852, a été le premier à introduire ce Traité mathématique en neuf sections. En 1971 le sinologue belge Ulrich Libbrecht (en) publie sa thèse de doctorat, Chinese Mathematics in the Thirteenth Century, sur les mathématiques chinoises au XIIIe siècle, qui lui a valu un diplôme cum laude à l'Université de Leyde.